# 2212 Hephaistos
2212 Hephaistos eller 1978 SB är en asteroid i huvudbältet som korsar Mars, Jordens, Venus och Merkurius omloppsbanor. Den upptäcktes den 27 september 1978 av den ryska astronomen Ljudmila Tjernych vid Krims astrofysiska observatorium på Krim. Den har fått sitt namn efter Hefaistos i den grekiska mytologin.
Asteroiden har en diameter på ungefär 5 kilometer och den tillhör asteroidgruppen Apollo.